# Tramwaje w Ozorkowie
Tramwaje w Ozorkowie – fragment systemu komunikacji tramwajowej w aglomeracji łódzkiej funkcjonujący od 9 kwietnia 1922 do 4 lutego 2018 roku. W mieście kursowała jedynie jedna linia (przez większość historii mająca numer 46) łącząca Ozorków ze Zgierzem oraz Łodzią. Była to najdłuższa linia w Polsce oraz jedna z najdłuższych w Europie licząca ok. 30 km.

## Historia przed zawieszeniem

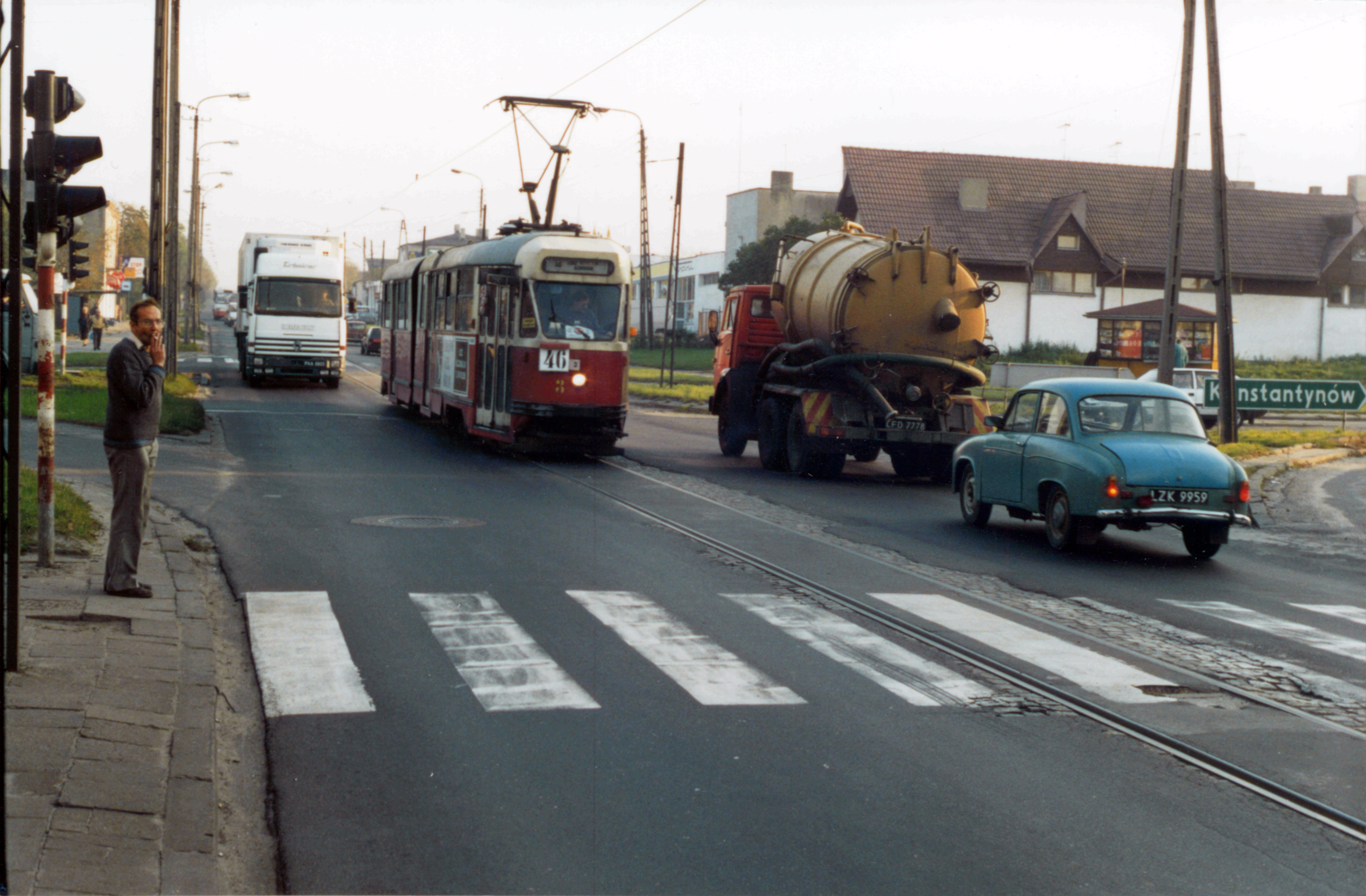
Konstal 803N należący do MKT Łódź w 1995 na linii 46 na środku ówczesnej drogi krajowej nr 1 w Zgierzu

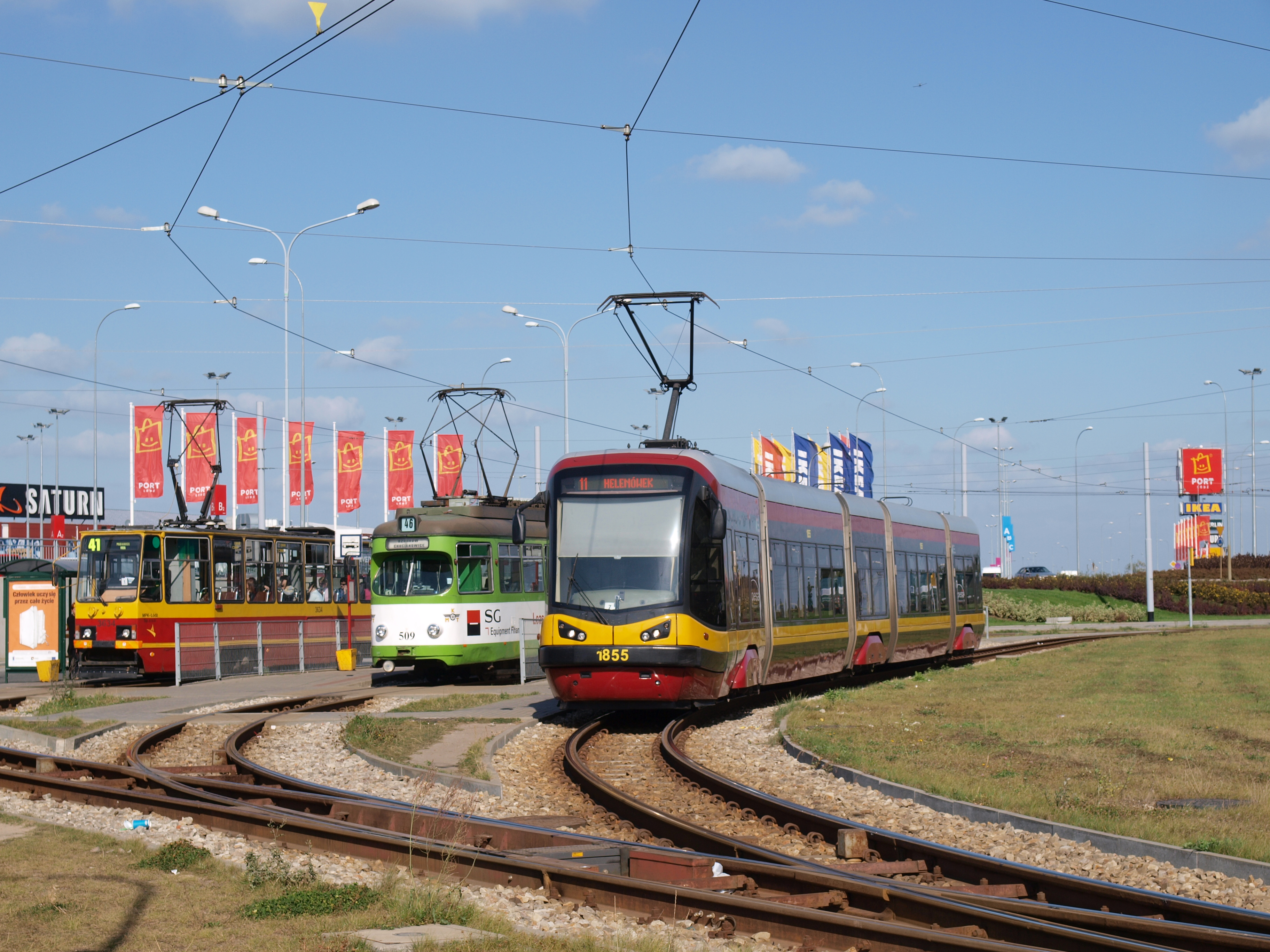
Tramwaj 46 Międzygminnej Komunikacji Tramwajowej na pętli w Chocianowicach (tramwaj na środkowym torze, 2011)

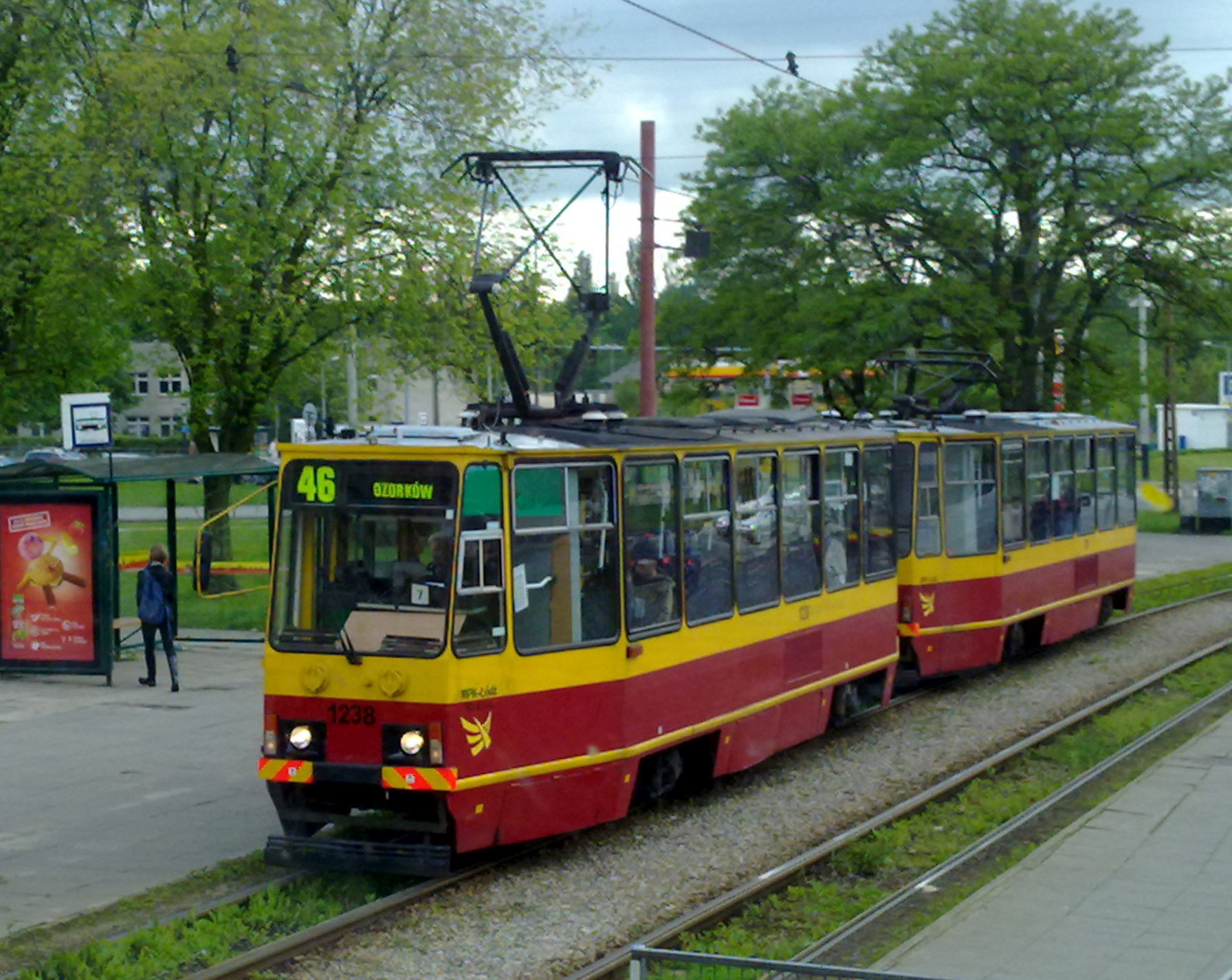
Konstal 805Na MPK Łódź na linii 46 (2014)

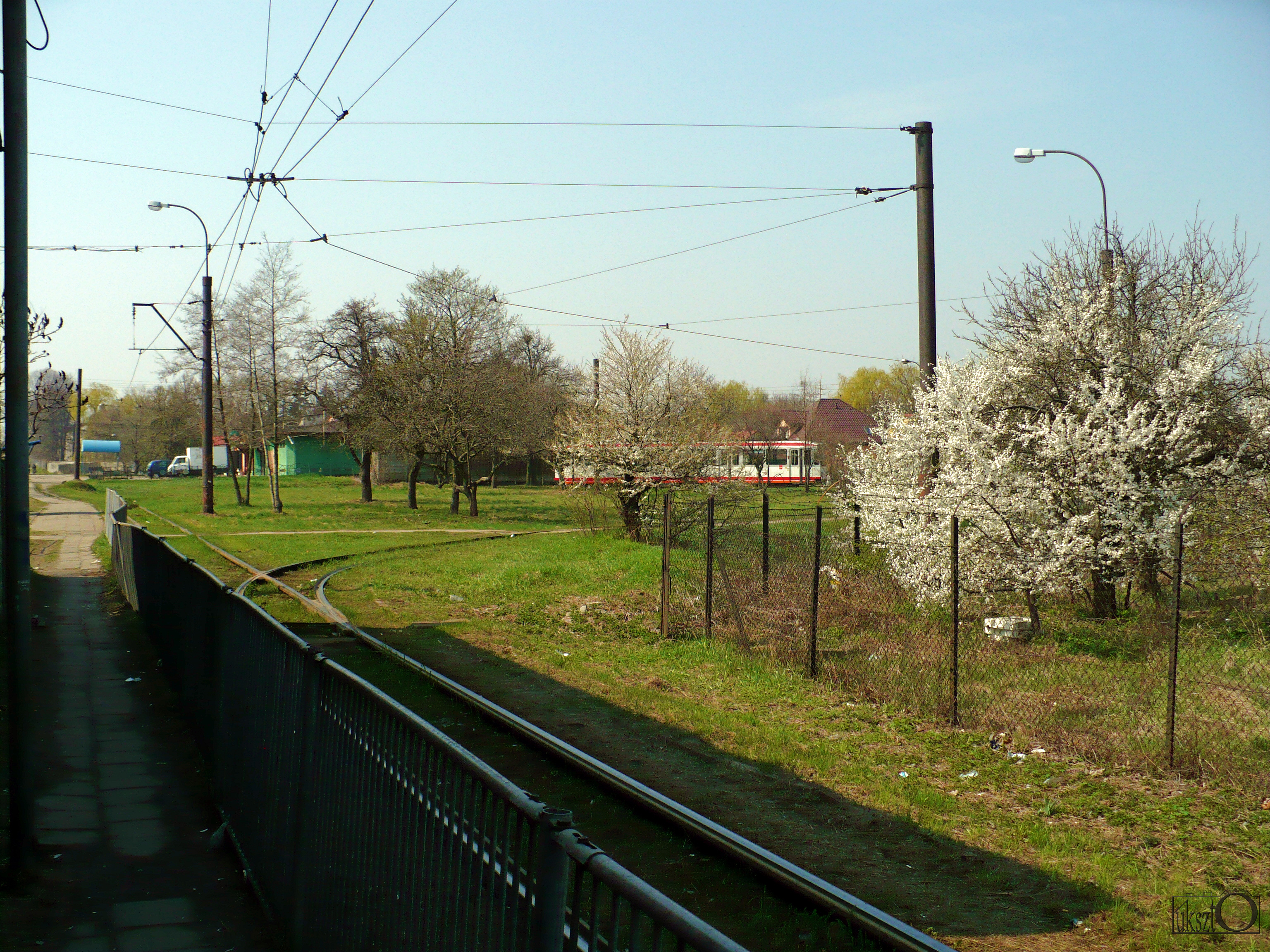
Pętla tramwajowa przy ulicy Cegielnianej w Ozorkowie

Na początku istnienia tramwajów ozorkowskich, kursowały one od stacji w Zgierzu przebiegając trasą dzisiejszej linii 45, następnie oddzielając się na Kuraku i jadąc przez Proboszczewice, Lućmierz, Rosanów, Emilię, Słowik oraz Aleksandrię, kończąc na krańcówce na ul. Wyszyńskiego w Ozorkowie. Obsługiwane były wtedy przez Towarzystwo Łódzkich Wąskotorowych Elektrycznych Kolei Dojazdowych, które stało się częścią komunikacji miejskiej po II wojnie światowej. W pierwszych latach funkcjonowała tam trakcja parowa. W roku 1986 tramwaj wydłużono do ul. Cegielnianej, a trójkąt na ul. Wyszyńskiego był wykorzystywany jedynie w czasie remontów. Tramwaj jeździł całą dobę, również w nocy. W czasach swojej prosperity kursował co 20 minut. Od 1986 nie wydłużono linii, jedynie sporadyczne wykonywano naprawy. Od 1992 roku kursy wykonywała Międzygminna Komunikacja Tramwajowa Sp. z o.o. W roku 2014 spółkę zlikwidowano, a kontrolę nad linią przejęło MPK-Łódź. Ostatni raz tramwaj jechał planowo w Ozorkowie 4 lutego 2018 roku. 4 dni przed zawieszeniem kursowania tramwajów miał miejsce specjalny upamiętniający linię przejazd historycznym tramwajem Konstal 803N z Łodzi do Ozorkowa zorganizowany przez Klub Miłośników Starych Tramwajów w Łodzi.

### Oznaczenie linii oraz jej trasa
W czasie istnienia linii wielokrotnie zmieniano jej trasę, jednak głównie poza granicami Ozorkowa. Po elektryfikacji linii w roku 1926, tramwaj łączył miasto bezpośrednio z Łodzią (Rynek Bałucki). W trakcie II wojny światowej linia uzyskała oznaczenie „40” i kursowała z łódzkiego Placu Wolności, po wojnie zaś – „46”. Jeździł wtedy (od 1951) do pętli na ul. Północnej, która pełniła funkcję dworca tramwajów podmiejskich. W roku 2004 linia „46” prowadziła z Ozorkowa do Chocianowic, znacznie wydłużając trasę.

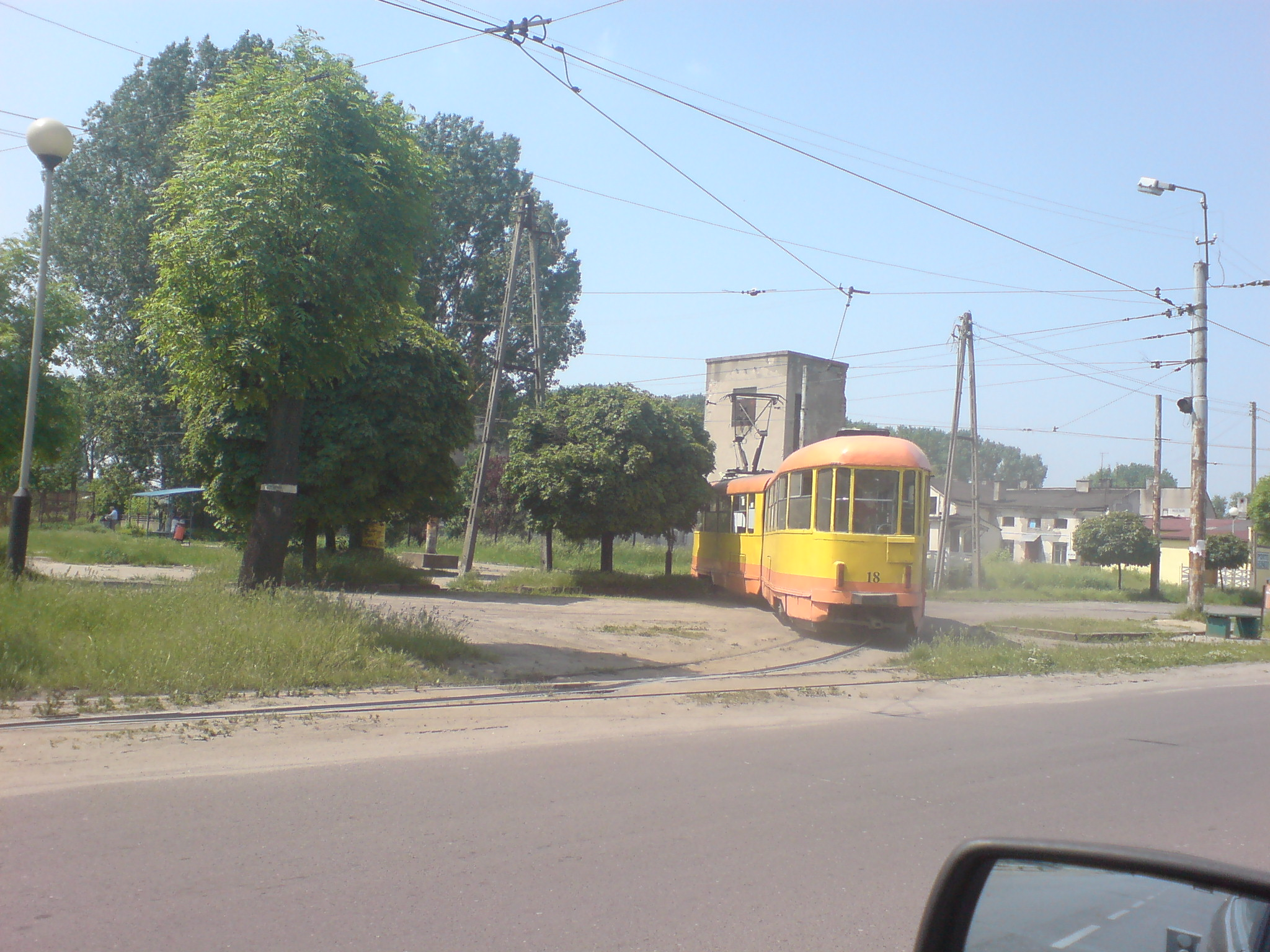
Tramwaj MKT w Ozorkowie na ul. Wyszyńskiego przy skręcie i ślepym torze rok 2006

Wprowadzono też linię „46A” niedojeżdżającą do Ozorkowa, ale kończącą na Helenówku oraz linię „46bus” będącą nocnym odpowiednikiem linii „46”. Po likwidacji Międzygminnej Komunikacji Tramwajowej w 2012 roku zlikwidowano linię „46A”, a trasę linii „46” przekierowano na Zdrowie, a następnie na Stoki.

### Zawieszenie tramwaju
Tramwaje do Ozorkowa ostatni raz jeździły 4 lutego 2018 roku. Przyczyną zawieszenia był zły stan infrastruktury tramwajowej.

## Po zawieszeniu
Od dnia 4 lutego 2018 na trasie dawnego tramwaju kursowały autobusy linii „Z46” dojeżdżające z Ozorkowa jedynie do Radogoszcza. Po dwóch latach linę powierzono prywatnemu podwykonawcy BP Tour. Po odbudowaniu tramwaju na odcinku Helenówek – Zgierz linię „Z46” skrócono do relacji Zgierz – Ozorków, a niedługo potem nieobsługiwany odcinek przekazano ZPK Markab, zmieniając oznaczenie na linię „10”. Z tym wiązało się zakończenie wykonywania nocnych kursów do Ozorkowa.

## Przyszłość
Mimo chęci gminy Ozorków, wysokie koszty odbudowy oraz utrzymania sprawiły, iż nie ma obecnie planów na odbudowę trasy tramwajowej. W lipcu 2023 zdemontowano szyny z dawnej pętli przy ul. Cegielnianej – samorząd postanowił zrezygnować z dzierżawienia terenu, na którym była usytuowana (jest to własność prywatna).

Galeria zdjęć
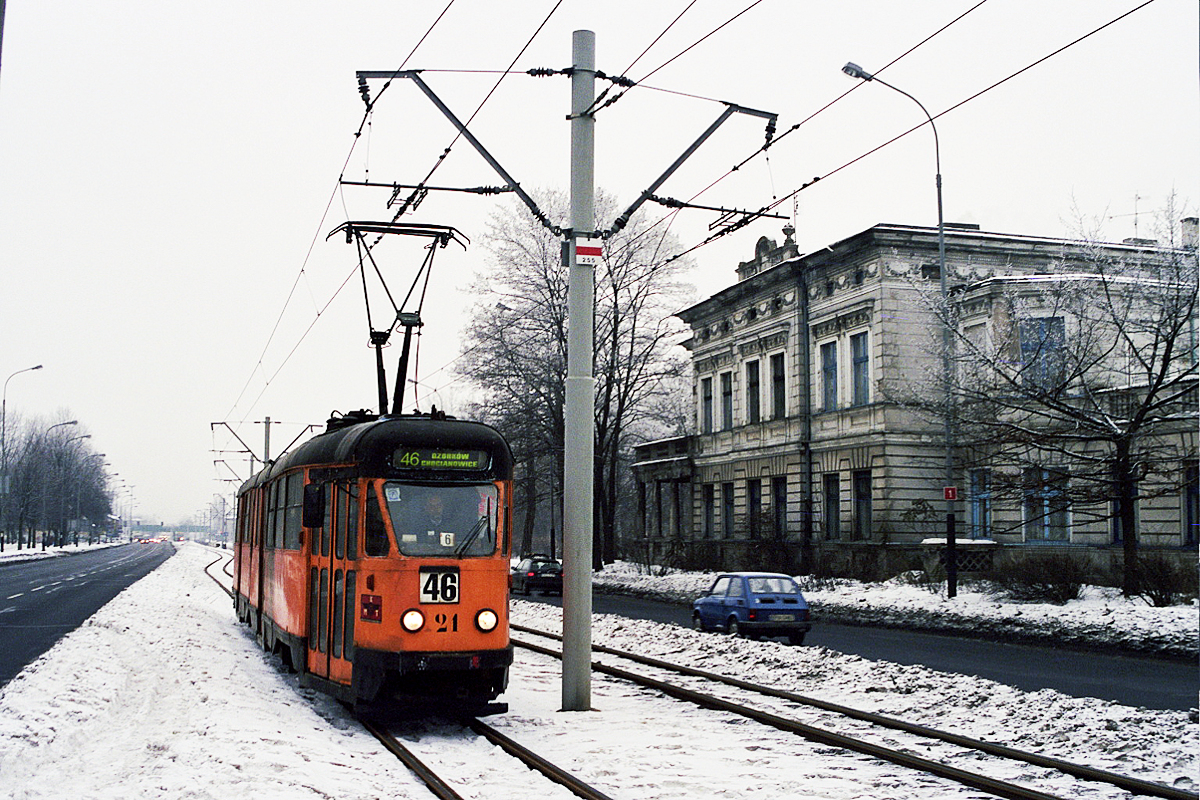
Tramwaj linii 46 na ulicy Pabianickiej w Łodzi (2006)
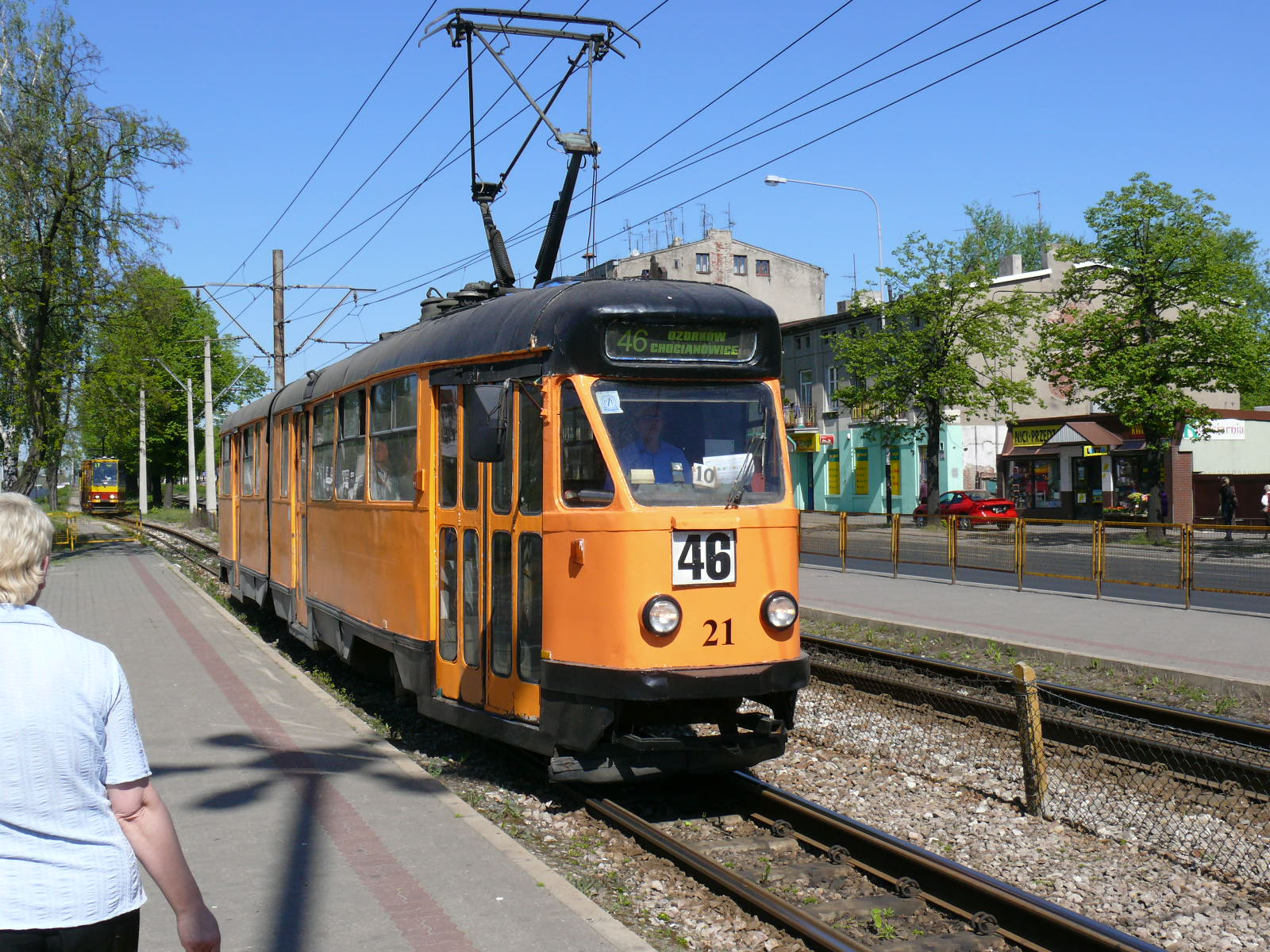
Tramwaj linii 46 na przystanku Pabianicka - Rudzka (2007)
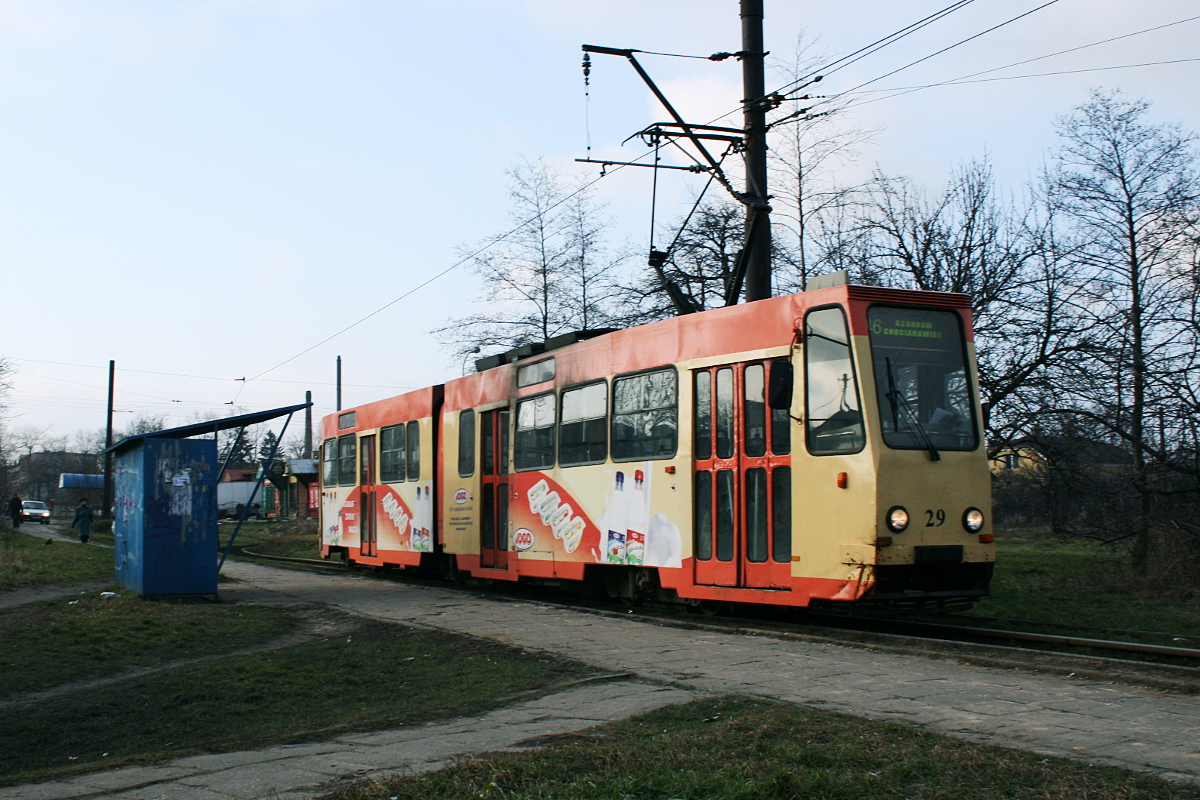
Zmodernizowany wagon 803N nr 29 na krańcówce linii 46 w Ozorkowie (2007)
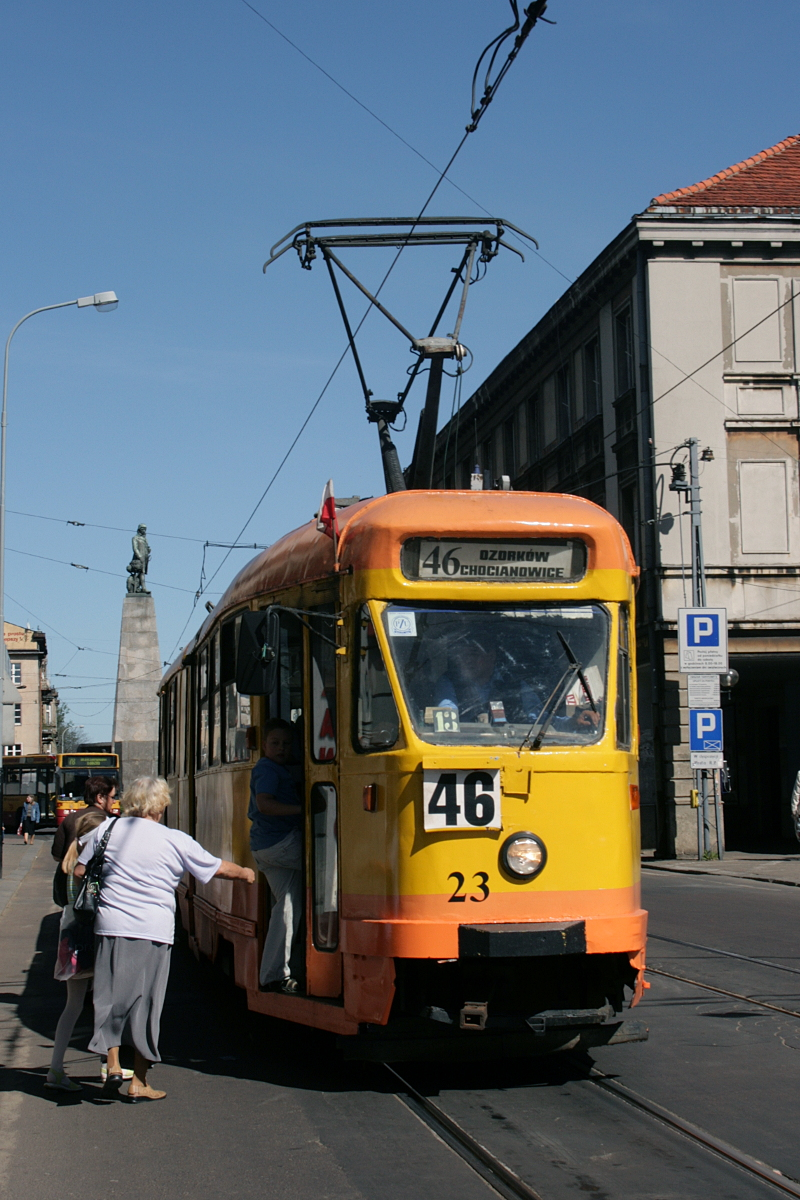
Tramwaj linii 46 na ul. Legionów w Łodzi (2007)
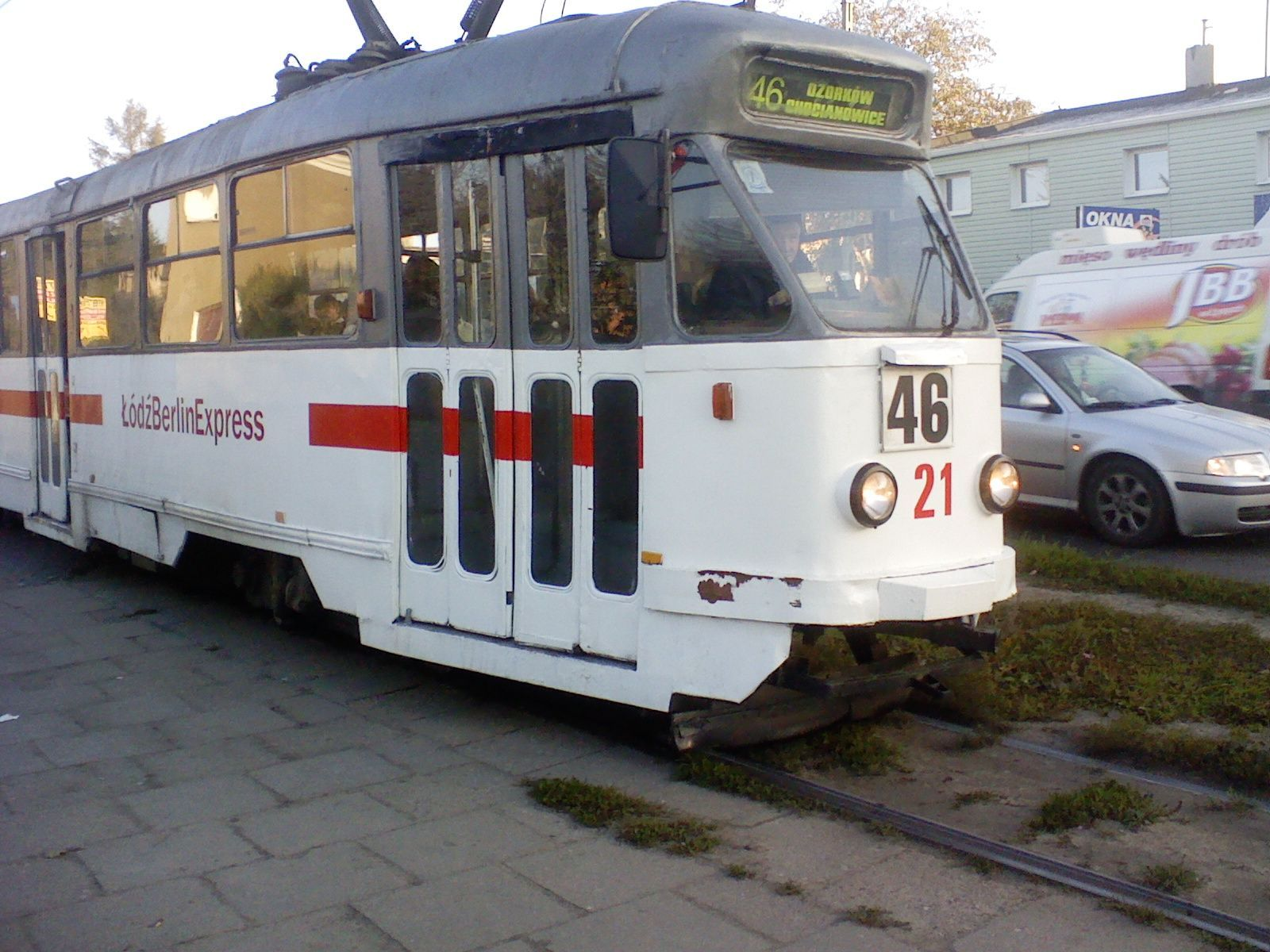
Tramwaj linii 46 w Zgierzu (2007)
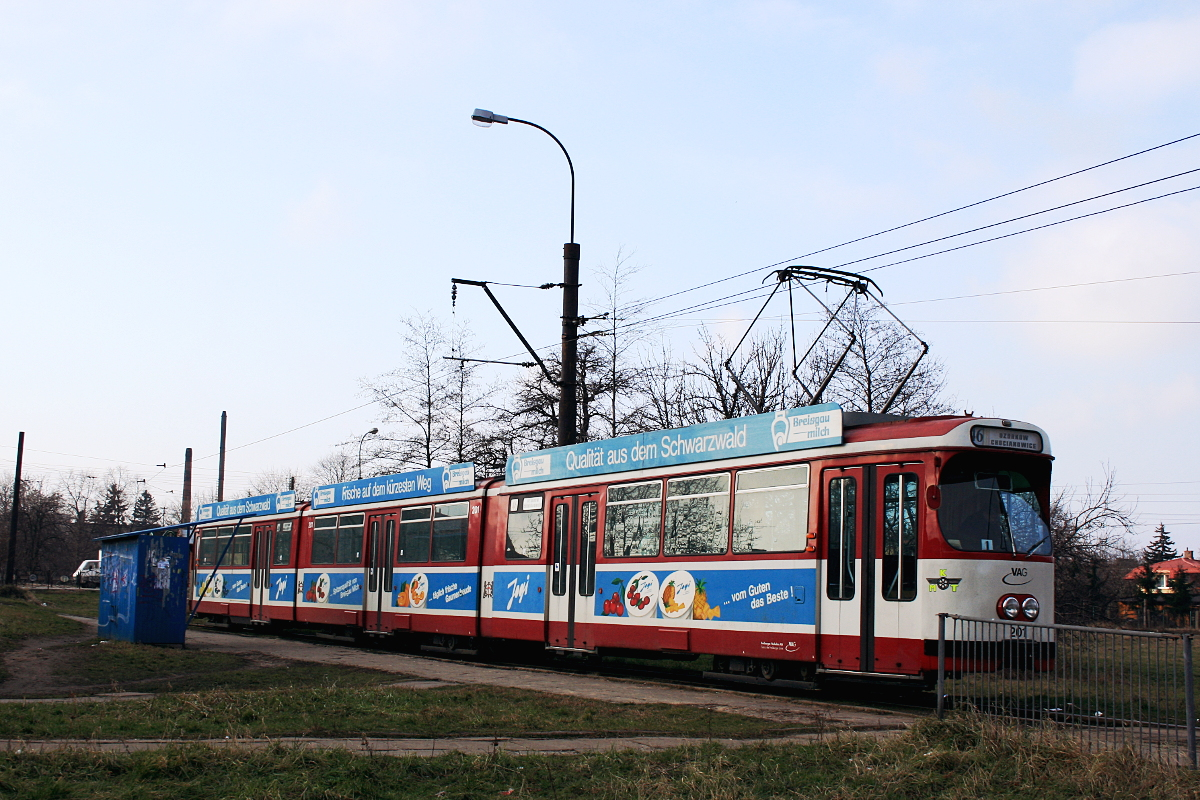
Wagon GT8 nr 201 na krańcówce linii 46 w Ozorkowie (2007)
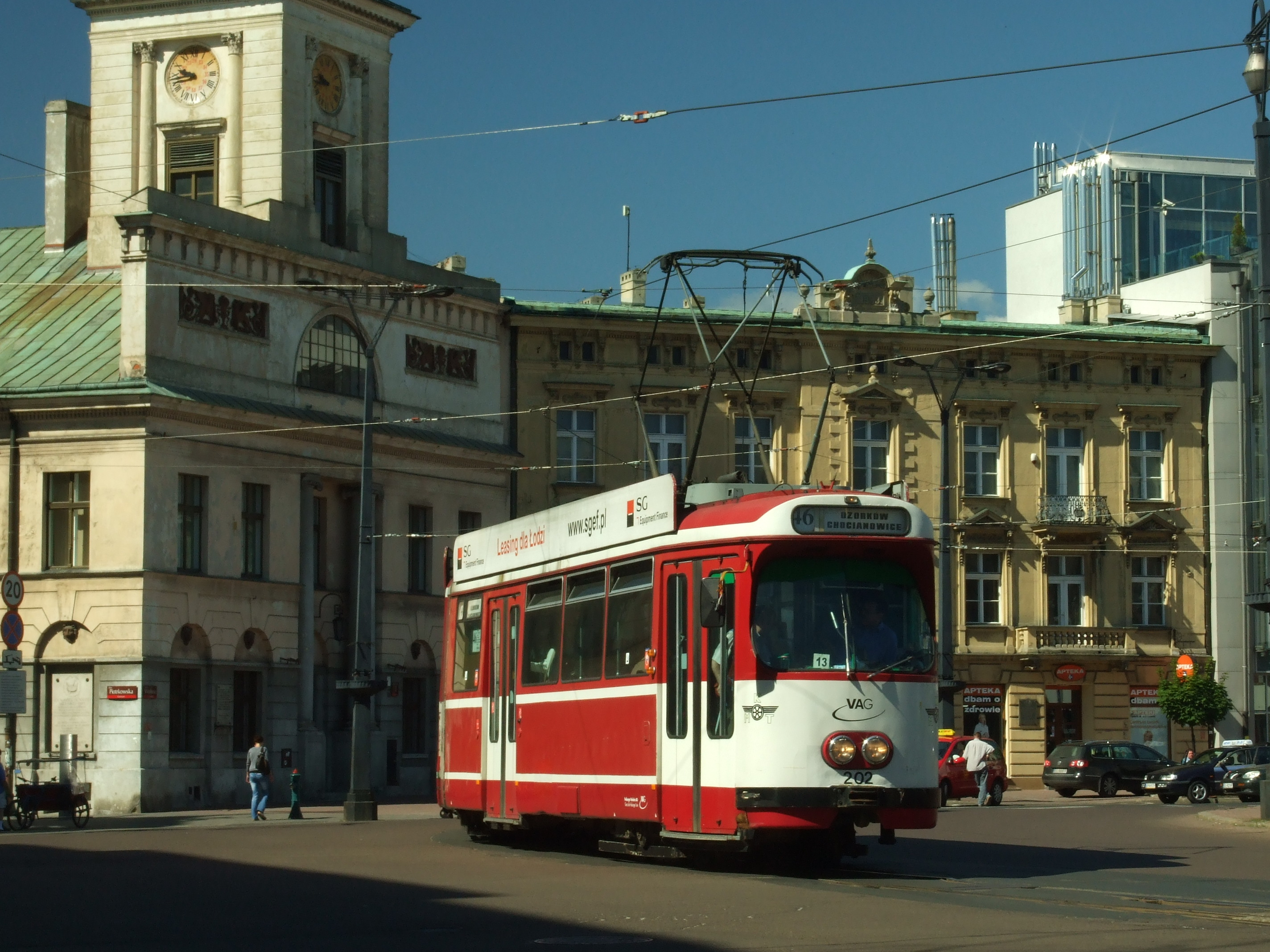
Düwag GT8 Typ Fryburg na linii 46 na Placu Wolności w Łodzi (2010)
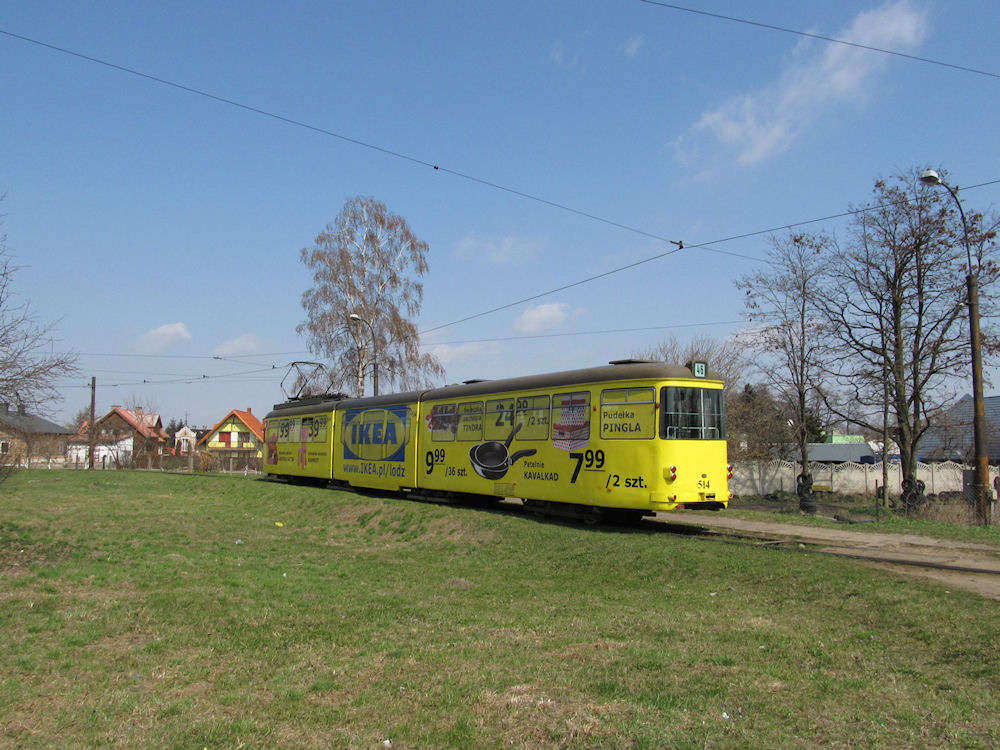
Düwag GT8N na pętli w Ozorkowie (2012)
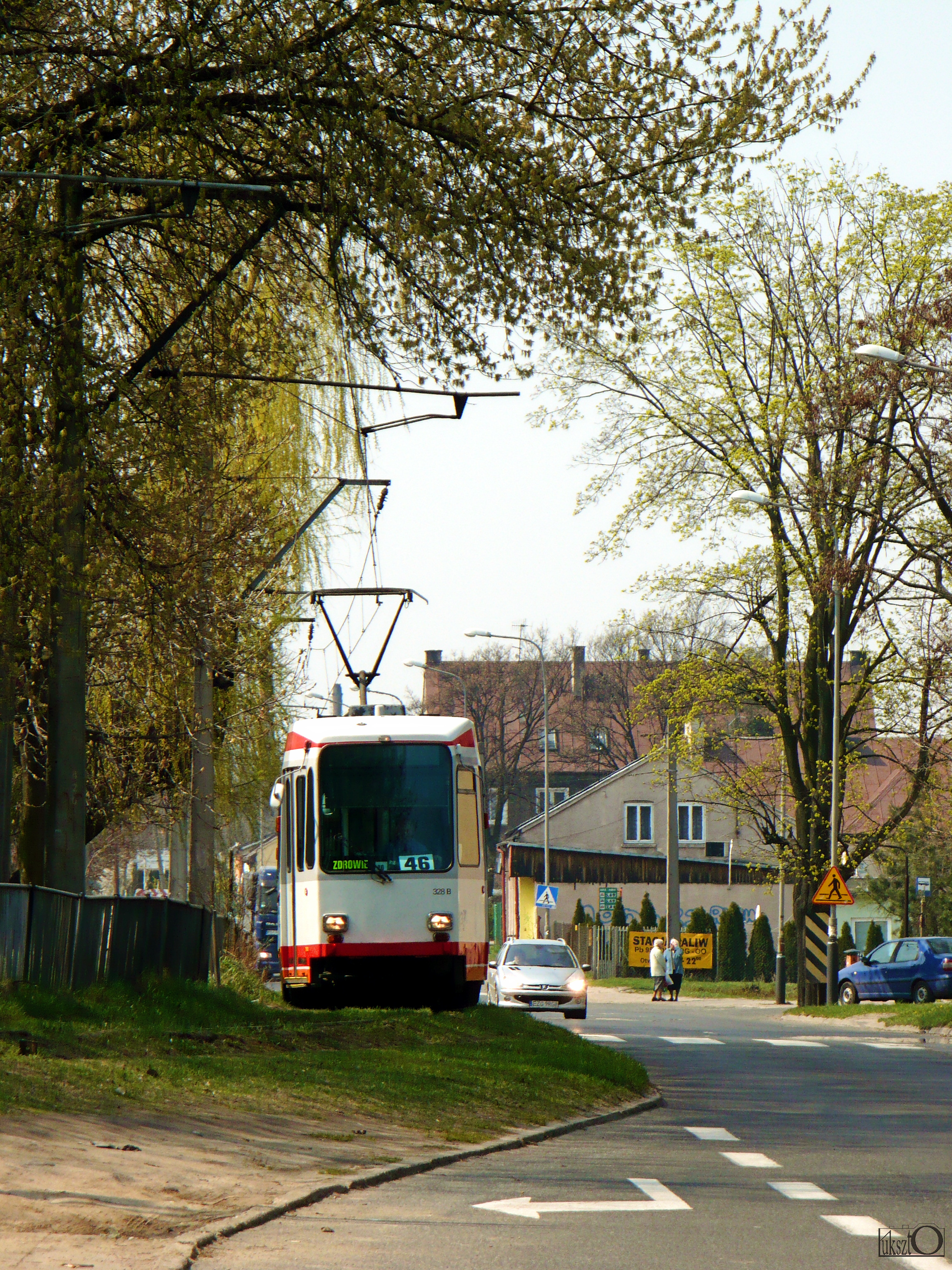
Tramwaj M6S w Ozorkowie (2012)